# Fernando Alonso (actor)
Fernando Alonso (Santiago de Querétaro, México, 24 de enero de 1979 es un actor y modelo mexicano, conocido por su gran trayectoria en telenovelas de la empresa televisiva de TV Azteca.

## Vida personal
En 2009, el actor salía con la actriz Silvia Navarro durante un tiempo hasta que se separaron en 2010. Después de esa relación se confirmó que él salió con la actriz Paola Núñez en 2011 pero al poco tiempo, tras casi un año de relación, se separaron.

## Carrera
Inicia su carrera en el CEFAT de TV Azteca en el 2002, y al año siguiente (2003) debuta en la telenovela de Mirada de mujer, el regreso en un rol menor, al lado de Angélica Aragón y Ari Telch.
Para 2004 interpreta a Felipe en la telenovela de Soñarás con Yahir y Sandra Echeverría como los protagonistas, y siguiendo en la novela de Campeones de la vida como Mario en el año de 2006.
Entre 2007 y 2008 participa en la telenovela de Se busca un hombre compartiendo créditos con Andrea Noli, Anette Michel, Rossana Nájera y Claudia Álvarez y ese mismo actúa en la telenovela de Bellezas indomables con el personaje de Ignacio Aryeza.
En 2009 obtiene su primer papel antagónico en Tengo todo excepto a ti, compartiendo escena con Mariana Torres y Jorge Alberti, seguido de Eternamente tuya como Roberto y protagonizó por primera vez Huérfanas en 2010 como Rodrigo Álvarez, al lado de Ana Belena y antagonizó en 2012 por segunda ocasión en Los Rey, actuando junto con Rossana Nájera y Michel Brown.
En 2013 consigue otro papel antagónico en la novela Hombre tenías que ser interpretando a Tomás Álvarez, junto con Ivonne Montero y Víctor González. 
Para 2017 debuta en Televisa con la telenovela de Juan Osorio Mi marido tiene familia, siendo un invitado especial y al año siguiente, antagoniza la telenovela Tenías que ser tú, como Marcelo Moret, compartiendo roles con Ariadne Díaz, Andrés Palacios y Grettell Valdez.

## Filmografía

### Telenovelas
- Tenías que ser tú (2018) ... Marcelo Moret[6]
- Mi marido tiene familia (2017) ... Aldo
- Hombre tenías que ser (2013-2014) ... Tomás Álvarez
- Los Rey (2012-2013) ... Amado Treviño
- Huerfanas (2011-2012) ... Rodrigo Álvarez
- Eternamente tuya (2009) ... Roberto Castelán
- Tengo todo excepto a ti (2008) ... Alejandro
- Bellezas indomables (2007-2008) ... Ignacio Aryeza
- Se busca un hombre (2007) ... Alan
- Campeones de la vida (2006) ... Mario Garmendía
- Soñaras (2004) ... Juan Felipe
- Dos chicos de cuidado en la ciudad (2003)
- Mirada de mujer, el regreso (2003) ... Daniel

### Series de televisión
- Los 50 (2024) ... Concursante[7]
- Silvia Pinal, frente a ti (2019) ... Severiano de la Barrera
- Su nombre era Dolores (2017) ... Eric
- La isla (2014, 2016) ... Él mismo de participante
- Cachito de mi corazón ... Woody

### Cine
- Catarsis (2010) ... "El Yerno"